# Masina (Rolpa)
Pour les articles homonymes, voir Masina (homonymie).
Masina (en népalais : मसिना) est un comité de développement villageois du Népal situé dans le district de Rolpa. Au recensement de 2011, il comptait 5 028 habitants.